# Сіруела
Сіруела (ісп. Siruela) — муніципалітет в Іспанії, у складі автономної спільноти Естремадура, у провінції Бадахос. Населення — 2199 осіб (2010).
Муніципалітет розташований на відстані близько 200 км на південний захід від Мадрида, 170 км на схід від Бадахоса.

## Демографія
Динаміка населення (INE ):